# Odznaka „Wzorowy Księgarz”
Odznaka „Wzorowy Księgarz” – polskie odznaczenie resortowe ustanowione 10 kwietnia 1954 i nadawane przez Prezesa Centralnego Urzędu Wydawnictw, Przemysłu Graficznego i Księgarstwa, jako wyraz uznania osiągniętej przez pracownika księgarskiego sprawności zawodowej i aktywnego udziału w budowie Polski Ludowej. Pierwotnie istniała w postaci jednostopniowej srebrnej ośmiopromiennej gwiazdy, w 1963 została podzielona na trzy stopnie (odznaka złota, srebrna i brązowa), a jej kształt zmieniono na kwadratowy o zaokrąglonych rogach. Odznaka została zlikwidowana 11 maja 1996.